# Лососеві
Лосо́севі (Salmonidae) — єдина родина риб в ряді Лососеподібних (Salmoniformes). Характерною рисою є наявність м′якого жирового плавця, розташованого перед хвостовим.
У водоймах України поширені 2 роди з 4 видами і підвидами: 1) благородний лосось (Salmo) — чорноморський лосось (S. labrax), струмкова і райдужна форелі; 2) таймень (Hucho) — лосось дунайський та інші. 
Лососеві — цінні промислові риби, об'єкти штучного риборозведення і акліматизації. Найбільше промислове значення мають тихоокеанські лососі (кета, горбуша, нерка, чавича та інші). Крім смачного м'яса, Лососеві дають т. з. червону ікру.

## Систематика
- Підродина Coregoninae
  - Рід Сиг (Coregonus)
  - Рід Prosopium
  - Рід Stenodus
- Підродина Thymallinae
  - Рід Харіус (Thymallus)
- Підродина Salmoninae
  - Рід Ленок (Brachymystax)
  - Рід Таймень (Hucho)
  - Рід Тихоокеанський лосось (Oncorhynchus)
  - Рід Parahucho
  - Рід Лосось (Salmo)
  - Рід Salmothymus
  - Рід Палія (Salvelinus)
  - Рід Salvethymus